# Neuroblast

Neuroblast van de bananenvlieg

Een neuroblast of type A-cel is in de organogenese van zoogdieren een primitieve zenuwcel die zich later zal ontwikkelen tot een echte zenuwcel of gliacel. Dit maakt op zijn beurt deel uit van de vorming van het centrale zenuwstelsel. 
Tijdens de celcyclus ondergaat het neuroblast een aantal morfologische veranderingen. Tijdens de DNA-synthese hebben de cellen een brede vorm. Wanneer de celcyclus fase G2 ingaat krijgt de cel een sferische vorm. Hij bevindt zich dan ter hoogte van het ventriculaire oppervlak, waar de mitose plaatsheeft. 
Over het "mechanisme" dat de verspreiding van neuroblasten regelt is nog niet veel bekend. Het is goed mogelijk dat neurotransmitters zoals glutamaat, serotonine, noradrenaline, acetylcholine, gamma-aminoboterzuur en dopamine een signalerende functie hebben.
Neuroblasten worden bij volwassen organismen opnieuw aangemaakt door neurale stamcellen in de subventriculaire zone, in het bijzonder na een beroerte of andere hersenaandoening. Uit onderzoek blijkt dat ze dan weliswaar de basis vormen voor calretinine-exprimerende cellen die in het corpus striatum voor de transcriptiefactor Sp8 zorgen, maar dat dit niet wezenlijk bijdraagt aan een sneller herstel van de hersenen.